# Lindera pulcherrima
Lindera pulcherrima är en lagerväxtart som först beskrevs av Christian Gottfried Daniel Nees von Esenbeck, och fick sitt nu gällande namn av George Bentham. Lindera pulcherrima ingår i släktet Lindera och familjen lagerväxter.

## Underarter
Arten delas in i följande underarter:
- L. p. attenuata
- L. p. hemsleyana